# Joseph Hoffmann (Maler)
Joseph Hoffmann, auch Josef Hoffmann (* 28. Oktober 1764 in Köln; † 6. März 1812 ebenda), war ein deutscher Maler und Zeichner.

## Leben

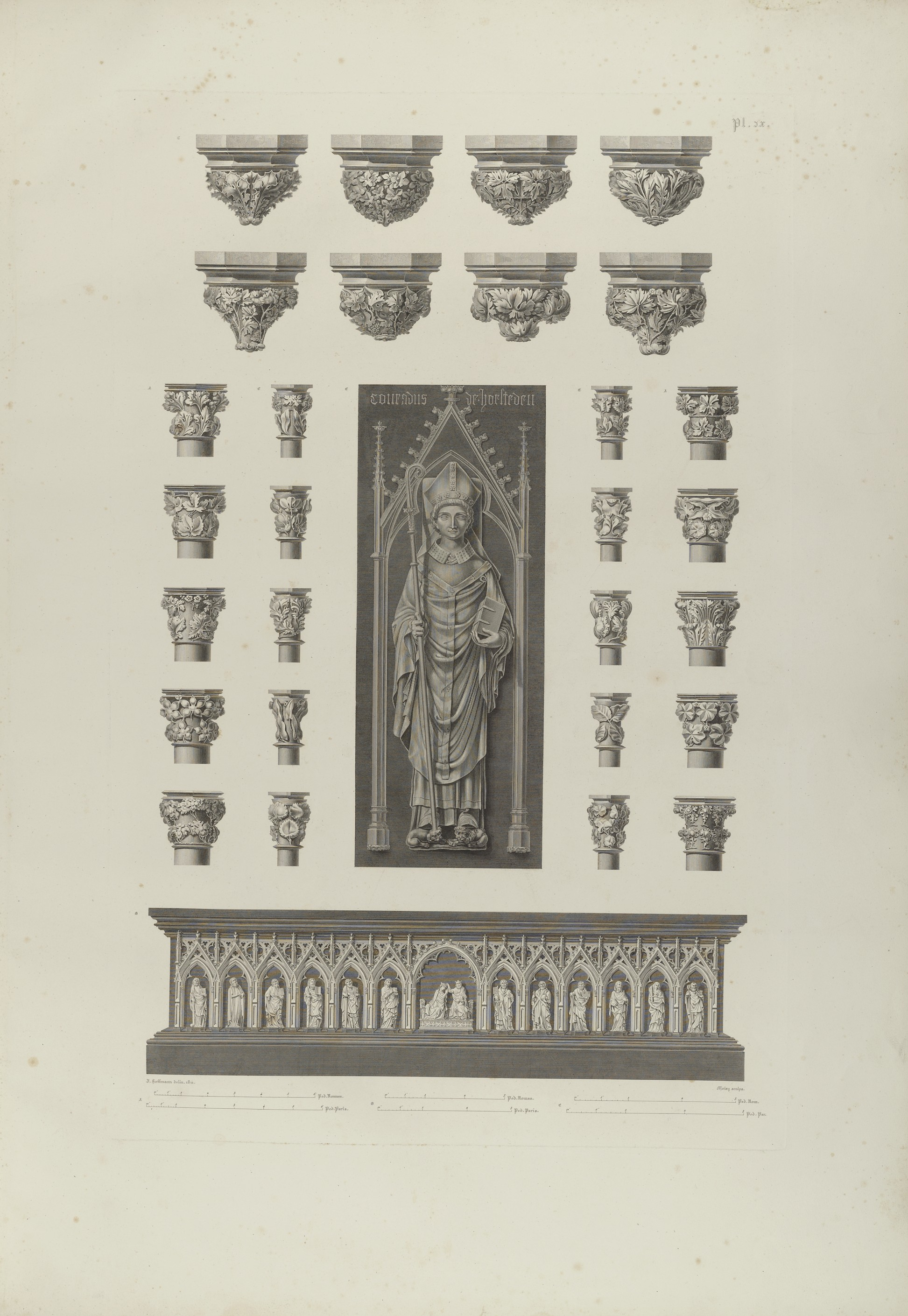
Illustration (Stich von Pierre Moisy nach Zeichnungen von Joseph Hoffmann, 1811), in: Sulpiz Boisserée: Ansichten, Risse und einzelne Theile des Doms von Köln, 1821

Joseph Hoffmann war Sohn des Joh. Valentin Hoffmann, eines aus Mainz gebürtigen Malers, der bei der Kölner Malerzunft Meister geworden war. Nach einer Lehre bei seinem Vater besuchte er die Kunstakademie Düsseldorf, wo er unter Lambert Krahe und Johann Peter Langer eine akademische Ausbildung erhielt. Er legte seinen Schwerpunkt zunächst auf die Dekorationsmalerei, in der er einen der jährlichen Preis errang. In den Jahren 1793/1794 machte er durch Plafondmalereien im Chor der Kirche Groß St. Martin in Köln auf sich aufmerksam. Diese Arbeiten hatte er nach Anweisungen von Ferdinand Franz Wallraf ausgeführt. Eine Reise nach Paris, die Hoffmann 1797 unternahm, hatte Einfluss auf seinen Stil.
1799/1800 beteiligte er sich mit dem Werk Tötung des Königs Rhesus und seiner Geführten und der Raub seiner Rosse durch Ulysses und Diomedes an dem renommierten Wettbewerb, den Johann Wolfgang von Goethe in Weimar ausgeschrieben hatte, und gewann – neben Johann August Nahl d. J. – einen der beiden ersten Preise. Auch im Jahr 1801 beteiligte sich Hoffmann an dieser Konkurrenz, die er mit dem Beitrag Achill am Hofe des Königs Lykomedes, in Weiberkleider versteckt, von Ulysses und Diomedes erkannt erneut gewann, ebenfalls unter Teilung des ersten Preises mit Nahl. Als er sich 1804 mit dem Werk Das Menschengeschlecht, vom Elemente des Wassers bedrängt abermals an Goethes Wettbewerb beteiligt hatte, kam es zu keiner Preisverleihung, allerdings wurde seine Einsendung auszeichnend erwähnt. 1805 war in Goethes Wettbewerb für ein Preisgeld von 60 Dukaten die Aufgabe ausgeschrieben, die 12 Thaten des Herkules darzustellen. Hierbei siegte Hoffmann mit dem Motiv Herkules, wie er die Ställe des Augias reinigt. Es war der einzige preiswürdige Beitrag unter 16 Einsendungen.
Goethe, der über Hoffmanns Leistungen meinte, dass sie selbst Rubens Ehre gemacht haben würden, empfahl den jungen Maler für den Auftrag, in einem der Säle des Weimarer Schlosses ein Deckengemälde auszuführen, das Motiv Diana, von tanzenden Nymphen und ihrem Jagdgefolge umgeben. Diese Arbeit scheint sich verzögert zu haben, was Peter Cornelius, einen früheren Mitschüler Hoffmanns, in einem Brief an seinen Freund Fritz Flemming zu boßhaften Bemerkungen über Hoffmann Anlass gab.
Hoffmann starb, noch nicht einmal 48 Jahre alt, an einem „Nervenfieber“ in Köln. An seiner Bestattung nahmen die Spitzen der Kölner Gesellschaft teil. Die Trauerrede hielt Ferdinand Franz Wallraf, der ihm auch folgende Distichen schrieb:
Nimm mir den Sohn von Cöln nicht weg, eh’ ein Zweyter ihm gleiche,

Sprach die Kunst zur Natur. Aber Ihn nahm die Natur,

Hob Ihn zum Reiche des Licht’s, wo Dürer und Rubens ihn küssten,

Jener, dess Fleiss Er geerbt. Dieser, dess Geist Ihn genährt.